# Rosa-Luxemburg-Platz

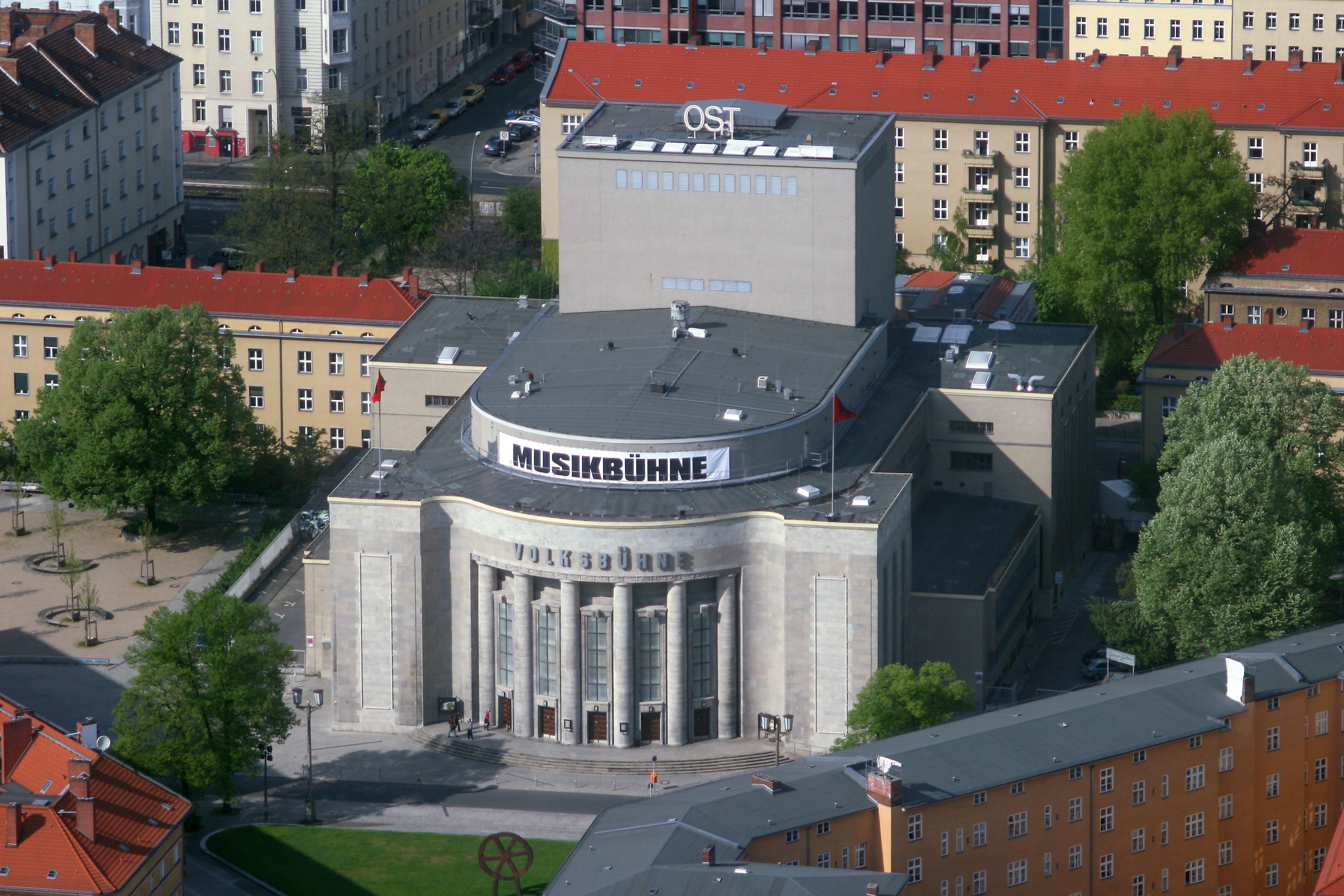
Rosa-Luxemburg-Platz domineras helt av teatern.

Rosa-Luxemburg-Platz är ett triangulärt torg och en närliggande tunnelbanestation (U2) i den östra delen av centrala Berlin, uppkallat efter revolutionären Rosa Luxemburg. Torget ligger i det så kallade Scheunenviertel (ladukvarteret) i norra delen av Berlins historiska stadskärna, och endast några hundra meter norr om Alexanderplatz. Från torgets norra hörn utgår den långa gatan Schönhauser Allee som norrut skär rakt in i den trendiga stadsdelen Prenzlauer Berg.
Vid torget ligger bland annat teatern Berliner Volksbühne, den gamla biografen Babylon och Karl-Liebknecht-Haus som är den tyska vänsterns particentral. På senare år har torgets liksom de omkringliggande gatornas status varit i ständigt stigande och alltmer fått karaktär av gemytligt kafédistrikt och flanörtätt shoppingtillhåll med talrika märkesbutiker och konstgallerier. Dessa kvarter har relativt nyligen, liksom många andra områden i före detta Östberlin, varit föremål för genomgripande renoveringar av såväl bostadshus som offentliga byggnader samt sett en stor mängd påkostade nybyggnationer uppstå i s.k. Baulücken, gluggar i husraderna som i vissa fall kvarstått sedan världskriget. 
Torget skapades mellan 1908 och 1914 med namnet Babelsberger Platz för att ge utrymme åt tunnelbanan. Namnet har skiftats flera gånger: mellan 1910 och 1933 hette det Bülowplatz, under nazitiden (1933–1945) Horst-Wessel-Platz, 1945 till 1947 Liebknechtplatz (efter Karl Liebknecht) och från 1947 till 1969, då torget fick det nuvarande namnet, hette det Luxemburgplatz.
1931 mördades på platsen två polismän på uppdrag av Tysklands kommunistiska parti. De två gärningsmännen flydde efteråt till Sovjetunion. 1934 invigdes en staty av skulptören Hans Dammann till minne av de mördade polismännen. Då emellertid den ena av mördarna (Erich Mielke) efter kriget kom tillbaka och blev ledare för Östtysklands säkerhetstjänst, Ministerium für Staatssicherheit, lät man 1950 avlägsna statyn.
I september 2006 invigdes på torget ett minnesmärke över Rosa Luxemburg skapat av Hans Haacke. Detta består av 60 metallplattor med citat ur Luxemburgs texter, som är inbyggda i gångbanan eller i asfalten.